# 2021年6月中国大陆

## 6月1日
- 应印度外长苏杰生邀请，国务委员兼外交部长王毅以视频连线方式出席金砖国家外长会晤[1]。
- 推动长三角一体化发展领导小组全体会议在北京召开。组长韩正主持会议[2]。

## 6月2日
- 国务院召开全国深化“放管服”改革着力培育和激发市场主体活力电视电话会议，总理李克强主持会议[3][4]。
- 由中国通用技术集团所属中国机械进出口有限公司投资兴建的匈牙利考波什堡100兆瓦光伏电站项目正式启动投运，项目并网运行后预计每年可发电1.3亿度，节约4.5万吨标准煤，减少12万吨二氧化碳排放[5]。
- 晚上，中共中央总书记、国家主席习近平分别同多米尼加总统路易斯·阿比纳迪尔、阿塞拜疆总统伊利哈姆·阿利耶夫、哈萨克斯坦总统卡西姆若马尔特·托卡耶夫通电话[6][7][8]。
- 重庆市南岸区一高层建筑发生火灾，消防通道被占用，一女子逃生时坠亡。[9]
- 南京“5·29”案中的十名群众被认定见义勇为。[10]

## 6月3日
- 零时17分，中国在西昌卫星发射中心用长征三号乙运载火箭成功发射风云四号B星，该星是中国新一代静止轨道气象卫星的首颗业务星，将与在轨运行的风云四号A星（科研星）组网协同工作[11][12]。
- 中共中央总书记、国家主席习近平向上海合作组织民间友好论坛致贺信。指出希望各方秉持“上海精神”，坚守初心，同舟共济，守望相助，深化合作[13][14]。
- 国务委员兼外交部长王毅主持第四次中国—阿富汗—巴基斯坦三方外长对话，阿富汗外长阿特马尔、巴基斯坦外长库雷希通过视频方式出席[15]。

## 6月4日
- 中共中央政治局常委、国务院副总理韩正主持召开医疗保障工作座谈会并讲话，研究部署药品和耗材集中带量采购改革加强医保基金监管等工作[16]。
- 人力资源和社会保障部会同中共中央组织部、教育部、财政部、水利部等部门印发通知，决定于2021年至2025年实施第四轮高校毕业生“三支一扶”（支教、支农、支医和帮扶乡村振兴）计划，每年选派32万名左右高校毕业生到基层服务[17][18]。
- 兰新铁路发生事故，施工者9人遇难。[19]
- 17时50分，河南省鹤壁市鹤壁煤电股份有限公司六矿3002下顺槽煤巷掘进工作面发生煤与瓦斯突出事故，造成8名矿工窒息遇难。[20]
- 江浙地方（江苏、浙江）爆发反独立学院转设职业本科运动，多所独立院校的学生要求撤回独立学院改制方案。
- 山西省第十三届人大常委会第二十八次会议决定，任命蓝佛安为山西省副省长、代省长[21]。

## 6月5日
- 中共中央总书记、国家主席习近平致信祝贺世界环境日主题活动在巴基斯坦伊斯兰堡举办[22][23]。
- 四川省白龙湖、亭子口水库、升钟水库、鲁班水库、黑龙潭、三岔水库等湖泊均发现原产美国南部及墨西哥北部淡水鱼入侵物种太阳鱼。[24]
- 14时40分左右，湖南省长沙市天心区芙蓉南路四段的湖南南塘仓储物流公司所属仓库起火，没有人员伤亡，但是整个仓库烧成平地。[25]
- 16时许，安徽省安庆市一步行街上发生无差别杀人案，已造成至少6人死亡，14人受伤。[26][27]

## 6月7日
- 2021年度普通高等学校招生全国统一考试开始，本年度的考生人数为1078万[28]。
- 由中外文化交流中心，宁夏回族自治区党委宣传部、自治区文化和旅游厅，银川市政府共同主办的2021“中国旅游文化周”启动仪式暨宁夏（银川）专场活动在银川举办[29][30]。
- 中华人民共和国水利部、河北省人民政府联合启动2021年夏季滹沱河、大清河（白洋淀）生态补水工作。生态补水从6月7日开始，预计7月上旬结束[31]。

## 6月8日
- 中共中央组织部从代中央管理党费中划拨3.95亿元，用于“七一”前夕开展走访慰问活动[32][33][34]。这次走访慰问的对象包括获得党内功勋荣誉表彰的党员、生活困难党员、老党员、老干部和烈土遗属、因公殉职党员干部家属；在走访慰问中，向新中国成立前加入中国共产党、目前健在的农村老党员和未享受离退休待遇的城镇老党员发放一次性生活补助金[35]。
- 瀾沧江—湄公河合作第六次外长会在重庆举行。国务委员兼外长王毅和缅甸外长温纳貌伦作为共同主席主持会议，老挝、柬埔寨、泰国越南外长出席。会议围绕“团结战胜疫情，共促疫后发展”主题，回顾了澜湄合作进展，总结了5年来有益经验，规划了下阶段合作重点[36]。

## 6月9日
- 国家医疗保障局会同财政部、国家税务总局印发《关于做好2021年城乡居民基本医疗保障工作的通知》[37]。
- 中共中央总书记习近平在青海考察时指出，在党史学习教育中做到学史崇德，就是要引导广大党员、干部传承红色基因，涵养高尚的道德品质[38][39]。
- 重庆永川区举行重点项目集中开工活动，总投资79.6亿元的33个项目集中开工[40]。
- 成都人工智能计算中心项目正式开工，该项目由华为公司与成都高新区共同建设运营，将打造全球领先的新一代人工智能计算平台[41]。

## 6月10日
- 十三届全国人大常委会第二十九次会议在北京人民大会堂闭幕[42]。会议批准了关于授权上海市人大及其常委会制定浦东新区法规的决定、2020年中央财政决算、关于开展第八个五年法治宣传教育的决议、关于个别代表的代表资格的报告及一些人事任免案；会议经表决，通过了《数据安全法》、《海南自由贸易港法》、《军人地位和权益保障法》、新修订的《军事设施保护法》、关于修改《安全生产法》的决定、《印花税法》、《反外国制裁法》，国家主席习近平分别签署第84、85、86、87、88、89、90号主席令予以公布[43][44]
- 卫河干流（淇门-徐万仓）治理工程（卫河干流治理工程）在河南省鹤壁市浚县开工[45]。
- 19时46分，云南省楚雄彝族自治州双柏县发生5.1级地震，震源深度8公里，昆明市、玉溪市、安宁市等地均有震感，2人受伤，没有人员死亡。[46]

## 6月11日
- 美国拜登政府要求阿联酋在未来四年内更换中国华为的通信设备[47]，否则将在2026年至2027年期间不再供给阿联酋F-35战斗机[48]。此前2019年7月，阿联酋政府顶住美国特朗普政府压力，仍然允许华为5G系统的建设[49]。
- 中新广州知识塔主体工程正式举行了开工仪式，该工程项目总承包方为中建八局华南公司[50]。
- 网宿科技与智能汽车计算基础平台方案商国汽智控签署深度合作框架协议，双方共同决定利用各自的优势资源和技术力量提高汽车控制领域[51]。

## 6月12日
- 中国2021年“文化和自然遗产日”主场城市活动在重庆市举行。会上，重庆红岩联线文化发展管理中心（红岩革命历史博物馆）党委书记朱军宣布，重庆红岩革命文物保护修缮完工，正式开放[52]。
- 0时12分，贵州省贵阳市贵阳经济技术开发区报云村三强兴兴化工贸易有限公司一辆运送甲酸甲酯的车辆卸载甲酸甲酯时发生泄漏，造成8人遇难，3人受伤。[53]
- 3时52分，河南省长葛市清潩河赵庄桥南侧一行7人在河边喝酒，其中1人突然翻越护栏跳入河中，后相继又有5人入水，造成4人死亡。[54]
- 14时06分，陕西省眉县太白山森林公园交通车（核载23人，实载10人，含司机1人）下行至“世外桃源”弯道（海拔1500米）发生侧翻事故，现场死亡2人，1人经医院抢救无效死亡，其余7人正在医院进行救治（司机和1名游客重伤，5人轻伤）。[55]
- 18时00分，云南省德宏傣族景颇族自治州盈江县（北纬24.96度，东经97.89度）发生5.0级地震，震源深度16千米，保山市龙陵县、施甸县、大理市漾濞县、腾冲市等地均有震感。[56]
- 22时49分，河北省张家口市张北县附近（北纬41.16度，东经114.44度）发生3.4级左右地震。[57]

## 6月13日
- 6时30分，湖北省十堰市张湾区艳湖小区发生燃气爆炸事故，救援人員救出144人並將受傷者送往醫院接受治療，其中重伤37人，死亡12人。[58]
- 10时30分，四川省大邑县邑丰食品有限公司停产检修期间，2名员工在检修废水管道时掉入废水池，另外4名公司员工在施救时也相继掉入池中，造成一共6人死亡。[59]

## 6月14日
- 4时2分，四川省绵阳市北川县发生3.8级地震，震源深度15千米，震中位于北纬31.98度，东经104.48度。6时57分，再度发生3.3级地震，震源深度15千米，震中位于北纬31.99度，东经104.49度。无人伤亡。[60][61]
- 晚10时，宁波工程学院发生一起外教杀人事件，一位非洲裔美国人外籍教师Shadeed Abdul Mateen[62]在鄞州区通途路世纪大道附近树林中持刀杀死了同校一名23岁大三女生陈施君[63]，引起网民热议。

## 6月16日
- 11时12分，世界第七、中国第四大水电站——乌东德水电站最后一台机组顺利完成72小时试运行，成功并入南方电网，正式投产发电[64]。至此，乌东德水电站12台机组全部投产发电[65]。
- 15时35分，云南省楚雄彝族自治州双柏县（北纬24.33度，东经101.91度）发生4.2级地震，震源深度8千米，这是当地6月份第二次地震。[66]
- 河南省十三届人大五次会议选举楼阳生为河南省人大常委会主任，王凯为河南省省长。[67][68]
- 王源新专辑《夏野了》歌曲《流星也为你落下来了》《一些悲伤又美好的事》发布。

## 6月17日
- 神舟十二号载人飞船于酒泉卫星发射中心发射升空[69]，成功与在轨天和号核心舱对接，开始天宫号空间站的首次载人任务[70][71][72][73]。
- 青海省海南州特高压外送基地电源配置项目海西州诺木洪350兆瓦风电项目通过竣工验收[74]。

## 6月18日
- 国务院总理李克强主持召开国务院常务会议，决定针对今年以来农资价格较快上涨对实际种粮农民一次性发放补贴（决定中央财政安排200亿元人民币左右资金）[75][76][77]；决定扩大粮食作物完全成本保险和种植收入保险实施范围，增强农民抵御风险能力；部署进一步推动金融机构减费让利惠企利民；确定加快发展保障性租赁住房的政策，缓解新市民青年人等群体住房困难；通过《中华人民共和国人口与计划生育法（修正草案）》[78]。
- 国家主席习近平就联合国秘书长安东尼奥·古特雷斯连任下届秘书长向古特雷斯和葡萄牙总统马塞洛·雷贝洛·德索萨分别致贺电[79]。
- 合九改线工程线路拨接施工顺利完成，圆满完成合肥枢纽货车外绕线施工的最关键一战。至此，合肥枢纽宁西、合九货车外绕线已全线开通[80]。
- 6月18日下午，安徽省宿州市，一辆小轿车冲入省道301泗县大庄镇后卢庄附近路边小河，造成4死1伤。[81]

## 6月19日
- 6月19日12时40分左右，湖南省郴州市汝城县卢阳镇一居民自建房垮塌，造成5人死亡7人受伤。[82]

## 6月20日
- 中共三大会址纪念馆改扩建竣工开馆[83]。

## 6月21日
- 白鹤滩水电站14号机组发出了并网调试的第一度电，此举标志着世界首台百万千瓦水电机组正式进入并网试验阶段[84]。

## 6月22日
- 6月22日11时40分左右，福建省龙岩市上杭县南阳镇南阳村13组一群众在前后两房中间过道摆酒席，在两楼房顶拉设遮阳布，因一方受力过大，拉扯其顶楼围挡砖墙意外坠落，造成9人死亡、7人受伤。[85]

## 6月23日
- 百色水利枢纽通航设施工程在广西百色正式开工建设，标志着联通云南广西水运通道的关键工程取得历史性重大突破[86][87]。

## 6月25日
- 中共中央政治局就用好红色资源、赓续红色血脉进行第三十一次集体学习，中共中央总书记习近平主持学习。这次集体学习，中央政治局成员集体参观了北大红楼和中南海丰泽园毛泽东旧居。[88]
- 中共中央决定：湖南省委常委、宣传部部长张宏森任中国作协党组书记，钱小芊年满65岁不再担任。中国红十字会党组书记梁惠玲任中华全国供销合作总社党组书记，提名理事会主任人选。北京市政协主席吉林任中央社会主义学院党组书记、第一副院长。中央宣传部副部长傅华任新华社总编辑，社长何平不再兼任该职。
- 中欧班列长安号数字金融综合服务平台上线试运行，该平台以“班列+数字金融”模式，构建金融服务链，解决企业融资难、融资效率低、融资周期长等问题，提升中欧班列长安号数字化、信息化、科技化、金融化水平[89]。
- 广州南沙国际邮轮码头工程全面通过竣工验收[90]。该项目位于广东自贸区南沙湾区，目前已建成22.5万总吨和10万总吨邮轮泊位各1个，岸线总长770米，配套建筑面积约6万平方米的航站楼，可停靠目前世界上最大的邮轮，年设计通过能力达75万人次[91]。
- 凌晨3时许，河南省商丘市柘城县远襄镇北街一武术馆发生火灾，造成18人死亡、4人重伤、12人轻伤[92][93][94]。
- 四川成都发生了三名外国人殴打一名中国人的事件[95]，这起事件激发了中国民间的排外情绪和对非裔的仇视，一度被压制下的民间对外国人超国民待遇的不满情绪被重新点燃。
- 湖北省职校汉江科技学校校方因学生的正当理由请假威胁开除学生孙铭，该生因校方和实习工厂（深圳某电子设备厂[96]）威胁而跳楼身亡。[97]深圳相关部门宣称会对该事件调查。
- 山西省十三届人大五次会议选举林武为山西省人大常委会主任，蓝佛安为山西省省长。[98]

## 6月26日
- 北京轨道交通22号线潮白大街地铁站正式开工，标志着北京轨道交通22号线河北段全面开工建设[99]。
- 由中交三航局承建的江苏苏州太仓港四期项目完工并通过交工验收，标志着其成为长江流域首个堆场自动化集装箱码头[100]。
- 广州白云国际机场T3航站楼开工，未来将打造成为集航空、公路、高铁、城轨为一体的多式联运交通综合体，推进粤港澳大湾区世界级机场群建设[101]。

## 6月27日
- 中国首座下沉庭院式变电站——河西110千伏变电站在雄安新区正式投运。河西110千伏变电站位于雄安新区容东片区A社区综合能源站用地范围内，于2019年9月正式开工建设，历时21个月[102][103][104]。
- “百年光辉——庆祝中国共产党成立100周年文艺晚会”在澳门美狮美高梅剧院举行[105]，庆祝中国共产党成立100周年。中国人民政治协商会议全国委员会副主席何厚铧、澳门中联办主任傅自应、外交部驻澳门特派员公署特派员刘显法、特区立法会主席高开贤、特区政府社会文化司司长欧阳瑜，以及驻澳部队代表、部分澳区全国人大代表和政协委员等出席观看了晚会[106]。
- 庆祝中国共产党成立100周年活动新闻中心在北京举办首场新闻发布会，中央党史和文献研究院院长曲青山等向媒体记者介绍新时代党史和文献工作[107][108]。
- 中国“十三五”期间规划建设的最大民用运输机场项目天府机场正式通航投运。11时25分，天府机场首飞商业航班四川航空公司3U8001航班搭载着262名乘客腾空而起，飞往北京首都国际机场[109]。
- 湖北省气象局27日11时启动重大气象灾害(暴雨)Ⅳ级应急响应[110]。
- 2022年冬奥会北京赛区运动员及随行官员居住生活的北京冬奥村居住区全面完工，并已交付北京冬奥组委使用[111]。
- 由中建八局承建的中山大学附属第一(南沙)医院主体建筑全部竣工，预计年底可全面交付使用[112]。
- 中国跨越铁路线最多的转体斜拉桥哈尔滨哈西大桥完工，通车在即[113]。
- 中国工业经济联合会在京举办《中国工业史》首批7卷出版发布会[114]。
- 南开大学与中国科学院自然科学史研究所签署战略合作协议，并联合成立南开大学科学技术史研究中心[115]。

## 6月28日
- 下午，中华人民共和国主席习近平在北京同俄罗斯总统普京举行视频会晤。两国元首宣布发表联合声明，正式决定《中俄睦邻友好合作条约》延期[116]。
- 新建四川绵阳至泸州高速铁路内江至自贡至泸州段（绵泸高铁内自泸段）开通运营[117]。
- 19时48分，云南省楚雄彝族自治州双柏县（北纬24.31度，东经101.89度）发生4.6级地震，震源深度8千米，这是当地6月份第三次地震。[118]

## 6月29日
- 七一勋章颁授仪式在北京举行，中共中央总书记习近平颁授勋章，共29人首批获得该勋章。[119]
- 为庆祝中国共产党成立100周年，由中国驻瑞士大使馆主办的“周总理与新中国外交陈列展”在瑞士首都伯尔尼开幕[120]。
- 下午15时48分，浙江象山长大涂滩涂光伏项目成功并网发电。该项目是中国最大海岸滩涂渔光互补光伏项目，总装机容量30万千瓦，预计平均年发电量3.4亿千瓦时[121][122]。

## 6月30日
- 世界卫生组织向中国颁发国家消除疟疾认证，称赞中国的疟疾防治工作早在上世纪50年代就已开始，2010年又启动了国家疟疾消除规划，这项工作取得了惊人的成果，中国经验将助力实现全球目标[123][124]。
- 人力资源和社会保障部宣布印发的《人力资源和社会保障事业发展“十四五”规划》，部署了就业、社会保障、工资收入分配等六方面重点任务和重大举措，提出19项量化指标，其中要求社保待遇水平稳步提高，基本养老保险参保率达到95%[125]。
- 索尼（中国）官方微博发文“2021.7.7 22:00 新机将至，敬请期待～”并配图，宣布将于该日举办专业展会并发布新品。由于正值七七事变84周年纪念日，且索尼为日本品牌，因此引起中国网民强烈反弹，认为索尼不尊重日本侵华的历史。7月1日，索尼中国发文致歉，并第一时间取消相关活动安排。[126][127]